# Ommatius pisinnus
Ommatius pisinnus là một loài ruồi trong họ Asilidae. Ommatius pisinnus được Martin miêu tả năm 1964. Loài này phân bố ở vùng nhiệt đới châu Phi.